# Charles Lenthéric
Charles-Pierre-Marie Lenthéric (15 mai 1837, Montpellier - 11 avril 1914 , Paris) est un inspecteur général des Ponts et Chaussées, connu par ses nombreux ouvrages de géographie économique et historique sur le Rhône et les côtes françaises.

## Biographie
Charles Lenthéric est le fils de Pierre Lenthéric (plutôt le neveu car il signait ses publications mathématiques Lenthéric Neveu), professeur à la Faculté des sciences de Montpellier. Il entre à l'École Polytechnique à 19 ans et à l’École des Ponts et Chaussées d'où il sort en 1862 ingénieur des ponts et chaussées.
Il est envoyé à Nîmes où il étudie plus spécialement le littoral de la Méditerranée. Il est nommé ingénieur en chef de 2e classe en 1880 et attaché aux travaux du Canal du Rhône à Sète.
Inspecteur général des Ponts et Chaussées, il publie de nombreux ouvrages de géographie économique et historique, en particulier sur le Rhône et les côtes françaises.
Membre de l'Académie de Nîmes de 1868 à 1898, il la préside en 1877.

## Œuvres
- Mémoire sur les conditions nautiques du golfe et du mouillage d'Aigues-Mortes, 1872.
- Les Villes mortes du Golfe de Lyon, Illiberris - Ruscino - Narbonne - Agde - Maguelone - Aigues-Mortes - Arles - Les Saintes-Maries-de-la-mer, Paris, Plon, 1876.

- Prix Montyon de l’Académie française 1877.
- La Grèce et l'Orient en Provence, Arles - le Bas Rhône - Marseille, 1878.
- La Provence maritime ancienne et moderne, La Ciotat - Tauroentum - Toulon - Hyères - Les Maures et l'Estérel - Fréjus - Cannes et Lérins - Antibes - Nice et Cimiez - Menton et Monaco, Plon, 1879.
- Côtes et ports français de l'océan, le travail de l'homme et l'œuvre du temps, 1901, Côtes et ports français de l'océan sur wikisource, selon Revue des deux Mondes, 4e période, tome 156, 1899 et tome 157, 1900.
- Côtes et ports français de la Manche, 1903 Côtes et Ports français de la Manche sur wikisource selon Revue des deux Mondes T4 de 1901
- L'Homme devant les Alpes, Paris, Plon, 1896.
- Le Rhône, histoire d'un fleuve, 2 volumes, Paris, Plon, 1892.

- Prix Bordin de l’Académie française en 1893